# إيرفين فيليبس
إيرفين فيليبس (بالإنجليزية: Irvin Phillips)‏ هو لاعب كرة قدم أمريكية أمريكي، ولد في 23 يناير 1960 في ليسبرغ في الولايات المتحدة.

## وصلات خارجية
- إيرفين فيليبس على موقع مرجع كرة القدم المحترفة.كوم (الإنجليزية)